# 谯州 (南梁)
谯州，中国南北朝时设置的州。
南朝梁中大通四年（532年）北魏南兖州刺史刘世明降梁，以南兖州改置谯州，治小黄县（一说谯县，今安徽亳州市）。王乞得劫持刘世明再降北魏，北魏复改为南兖州，派侍中元树镇守南兖州谯城。